# Calephelis virginiensis
Calephelis virginiensis is een vlindersoort uit de familie van de prachtvlinders (Riodinidae), onderfamilie Riodininae.
Calephelis virginiensis werd in 1832 beschreven door Guérin-Méneville.